# Rhimphoctona longicauda
Rhimphoctona longicauda är en stekelart som beskrevs av Horstmann 1980. Rhimphoctona longicauda ingår i släktet Rhimphoctona och familjen brokparasitsteklar. Arten är reproducerande i Sverige. Inga underarter finns listade i Catalogue of Life.